# Bołoszynka
Bołoszynka (biał. Балашынка, Bałaszynka; ros. Болошинка, Bołoszynka) – chutor na Białorusi, w obwodzie grodzieńskim, w rejonie ostrowieckim, w sielsowiecie Ryteń, nad Wilią i w pobliżu granicy z Litwą.

## Historia
W czasach zaborów zaścianek w gminie Kiemieliszki, w powiecie święciańskim, w guberni wileńskiej Imperium Rosyjskiego. W 1905 roku liczył 10 mieszkańców, 30 dziesięcin, własność Przemięckiego.
W dwudziestoleciu międzywojennym zaścianek leżący w Polsce, w województwie wileńskim, w powiecie święciańskim, w gminie Kiemieliszki. W ówczesnych źródłach nazywany także Wołoszynka.
W 1931 w 2 domach zamieszkiwało 13 osób.
Po II wojnie światowej w granicach Związku Sowieckiego. Od 1991 w niepodległej Białorusi.